# リスト・ユシライネン
リスト・ユシライネン（Risto Kalevi Jussilainen、1975年6月10日 - ）は、フィンランド、中央スオミ県ユヴァスキュラ出身の元スキージャンプ選手。

## プロフィール
1992年12月にスキージャンプ・ワールドカップに17歳でデビュー、世界選手権（スウェーデン、ファルン）の代表に抜擢される。ラージヒルで15位に入り、津続くジュニア世界選手権では団体金メダルを獲得した。
その後成績は伸び悩んでいたが1999-2000シーズンにクオピオで自身初の表彰台（2位）となるなどワールドカップ総合8位の好成績を納めた。
2000-2001シーズンは、白馬と札幌（ともに日本）、ヴィケルスン（ドイツ）で2位になるなど好調を維持し自国開催の世界選手権（フィンランド、ラハティ）では団体戦で2つの銀メダルを獲得した。さらに3月3日のフライング（ドイツ、オーベルストドルフ）でワールドカップ初優勝。総合で3位となった。
翌2001-2002シーズンもクオピオで通算2勝目をあげるなど好調でソルトレークシティオリンピックでは団体戦銀メダル獲得に貢献した。ワールドカップ総合は10位だった。
その後怪我などで低迷したが2004-2005シーズンに復活する。札幌のワールドカップで2位になるなど好調を維持して世界選手権に臨みラージヒル団体で銀メダルを獲得した。ワールドカップの総合では12位となった。
冬のシーズンが始まる直前の2007年11月23日に、夏のシーズンに成績が振るわなかったため、現役引退を発表した。
ワールドカップでは通算2勝（2位6回、3位8回）。